# Rohačka (Nízké Tatry)
Rohačka je hora s nadmořskou výškou 827 m, která se tyčí nad vesnicemi Ploštín a Iľanovo (části města Liptovský Mikuláš) v okrese Liptovský Mikuláš v Žilinském kraji na Slovensku. Rohačka se nachází v okrajové části pohoří Nízké Tatry jižně nad Liptovskou kotlinou. Severozápadní část masivu Rohačky obtéká potok Ploštínka (přítok řeky Váh) a jihovýchodní svahy masivu zase obtéká potok Iľanovianka (přítok řeky Váh) protékající údolím Iľanovská dolina. Masiv hory je z vápence a na vrcholu Rohačky jsou vápencové skály s umístěným kovovým křížem. Hora nabízí výhledy do Liptovské kotliny, na Nízké a Vysoké Tatry. Masiv kopce nabízí několik vyhlídek, archeologickou lokalitu - zaniklé Hradiště Rohačka z mladší doby bronzové, sjezdovku, zaniklý Starý lom a možnost paraglidingu. Kopec je opředený legendami, za 2. světové války zde měli střílny němečtí vojáci a také zde byla bikrosová dráha.

## Další informace
Na vrchol hory vedou jen luční a lesní cesty.

## Galerie

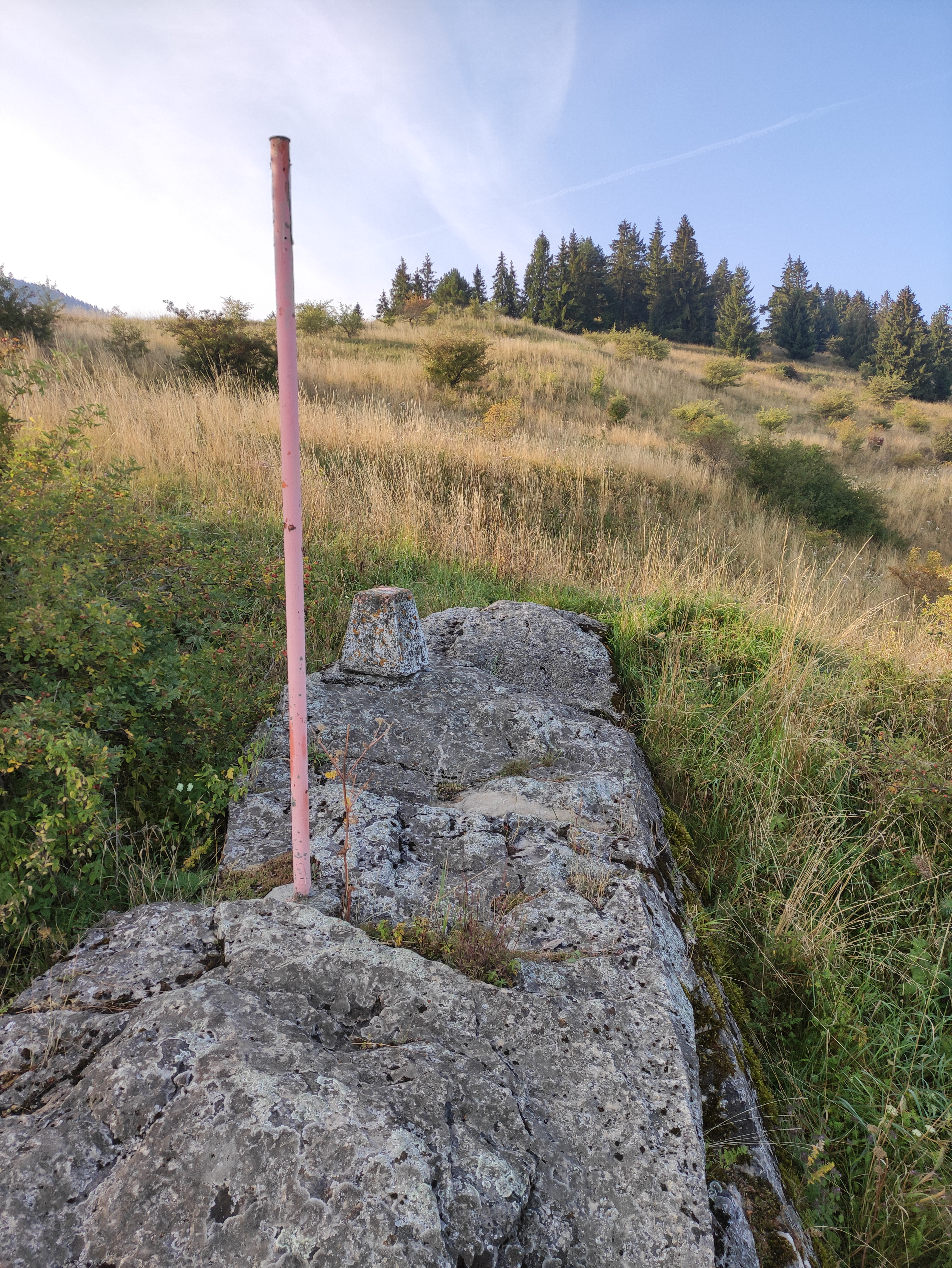
Hraniční kámen
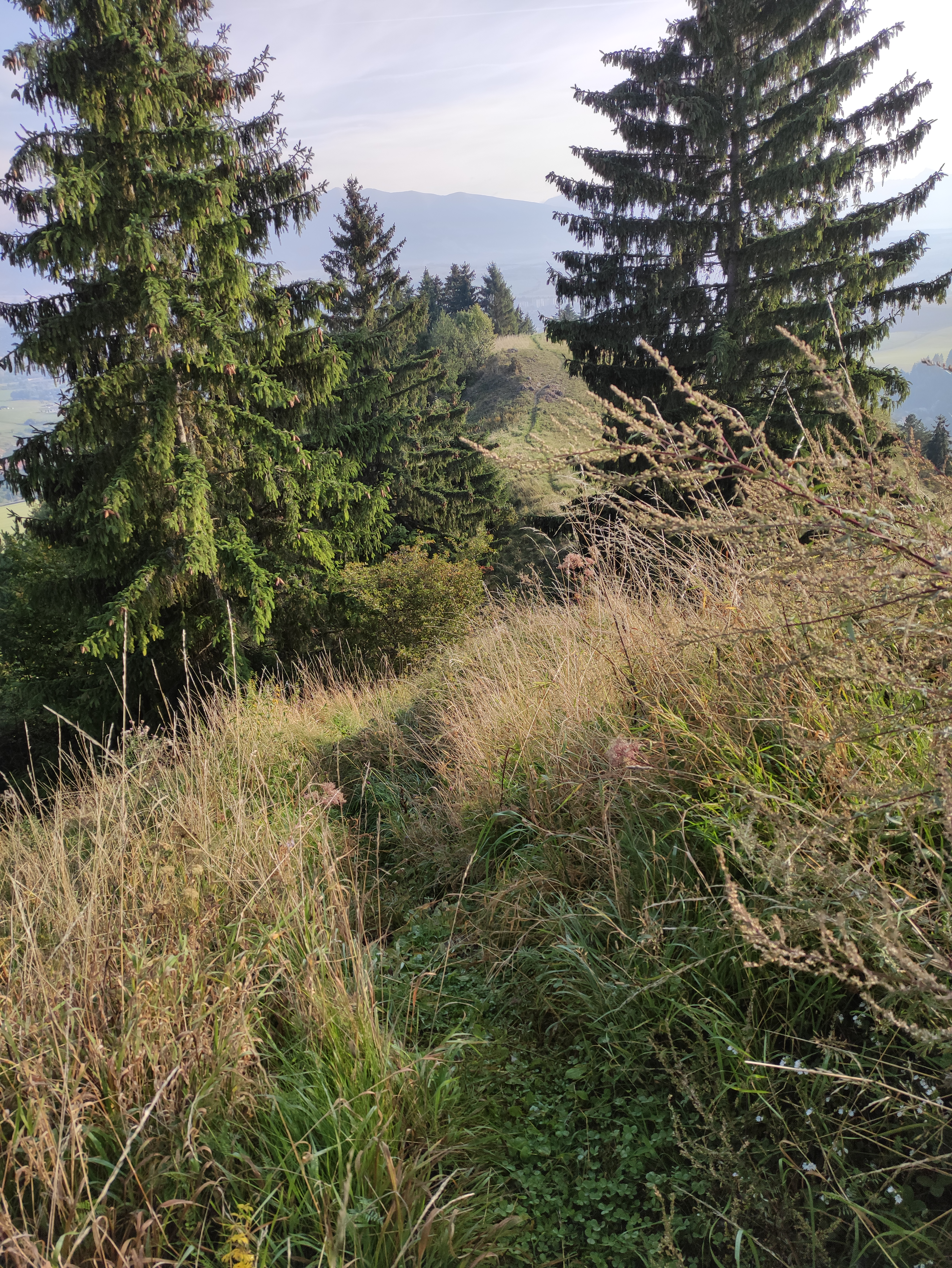
Hradiště Rohačka
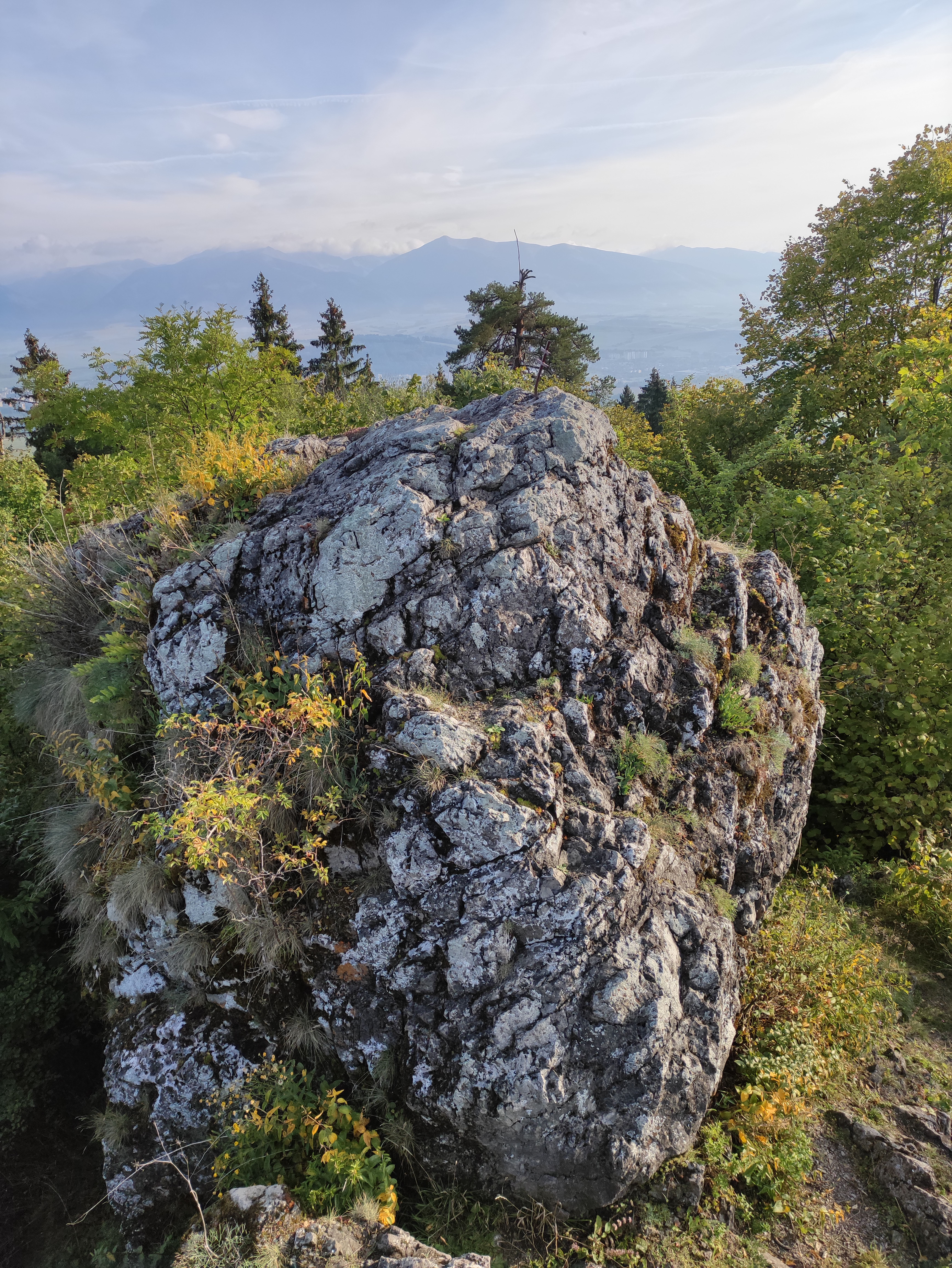
vrchol